# Марченко Ганна Корніївна
Ганна Корніївна Марченко (? — ?) — українська радянська діячка, доярка, завідувач птахоферми колгоспу імені Леніна Синельниківського району Дніпропетровської області. Депутат Верховної Ради СРСР 2-го скликання.

## Життєпис
Народилася в селянській родині. До 1941 року працювала дояркою в колгоспі імені Леніна села Новоолександрівки Синельниківського району Дніпропетровської області. У 1939 році надоїла від кожної корови по 3730 кілограмів молока, була учасницею Всесоюзної сільськогосподарської виставки.
З 1944 року — доярка, завідувач птахоферми колгоспу імені Леніна села Новоолександрівки Синельниківського району Дніпропетровської області.